# Ménes

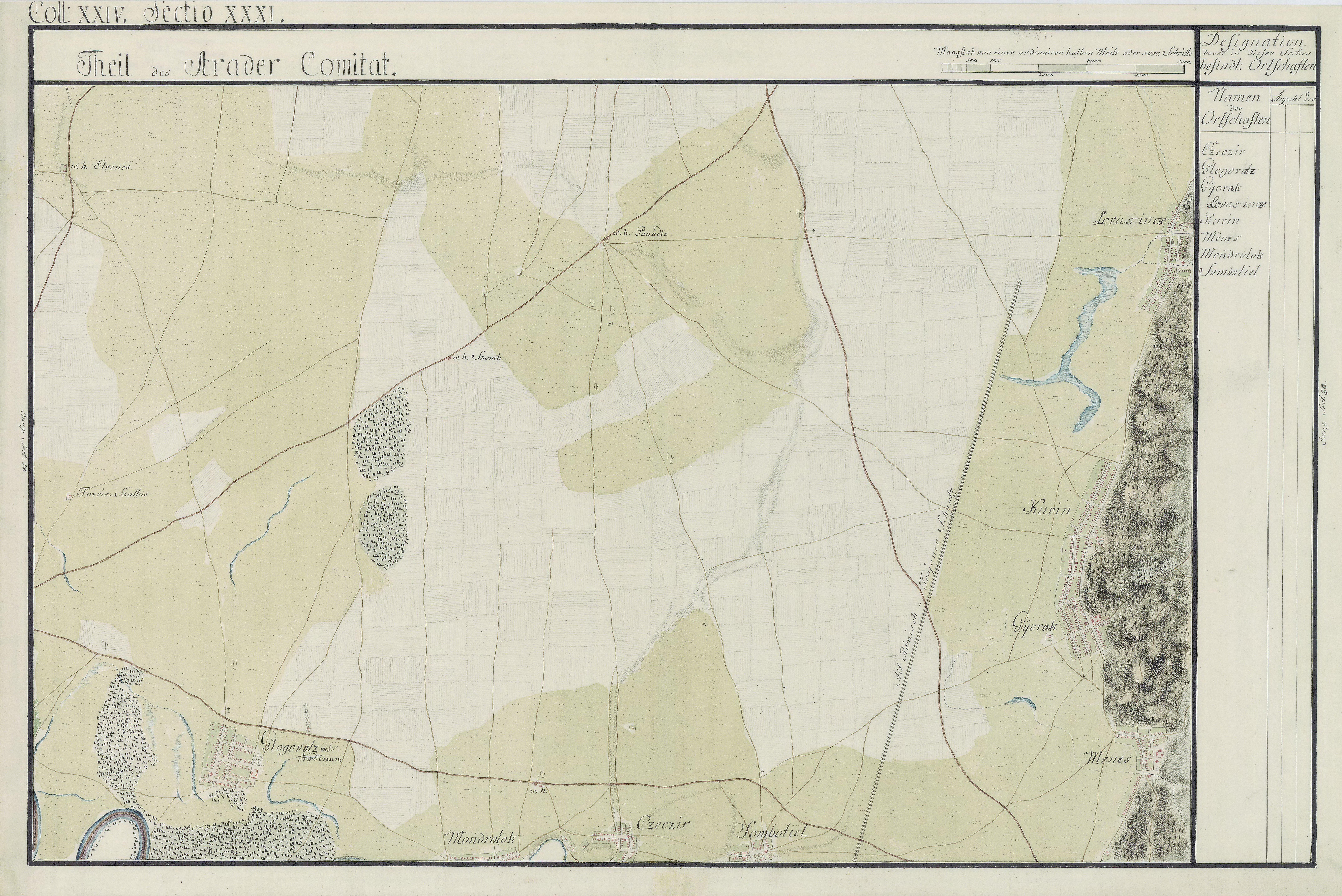
Ménes és környéke 1782–85-ben

Ménes (románul: Miniș) falu Romániában, Arad megyében.

## Nevének eredete
Első említésének az 1302-ből származó Menesy vagy az egy 1278-as oklevél 18. századi másolatában megjelenő Ménes tekinthető. Kiss Lajos az utóbbit tekinti elsődlegesnek és egy Ménes személynév -i birtokjeles alakjának tartja. A Ménes név értelmezéséhez fontos tudni, hogy a szónak az ómagyarban 'ló' jelentése is létezett.

## Fekvése
Aradtól 22 kilométerre keletre, a Zarándi-hegység nyugati lábánál fekszik. Összeépült Gyorokkal. Az Arad-hegyaljai borvidék déli, vörösbortermelő részének hagyományos központja.

## Népessége
- 1839–40-ben 1620 ortodox, 60 római katolikus, tíz református és öt evangélikus vallású lakosa volt.[2]
- 1880-ban 1295 lakosából 1170 volt román, 41 magyar és 28 német anyanyelvű; 1218 ortodox, 53 római katolikus és 16 zsidó vallású.
- 2002-ben 719 lakosából 669 volt román és 40 magyar nemzetiségű; 630 ortodox, 39 római katolikus, 22 pünkösdi és nyolc református vallású.

## Története
A középkorban valószínűleg magyar, katolikus népességű falu és már akkor bortermelő jobbágyfalu volt. Zaránd, 1746-tól Arad vármegyéhez tartozott. A 18. század elején elpusztult. 1715-ben 44 családdal írták össze, akik közül 43 volt jobbágy és egy zsellér, 26 román és 18 magyar. 1720-ban már csupán 11 román család lakta. A kincstár telepítette újra, 1729-ban ortodox fatemplomot szenteltek fel benne. A kincstártól Grassalkovich Antal szerezte meg, aki 1744 körül már nagyobb mennyiségben készített vörös aszút, amit 1745-től nagyobb távolságra is szállíttatott. 1747-ben 47 jobbágy- és négy zsellér család, három szeszkazánkészítő kézműves és egy kereskedő lakott benne. 1766-ban az Aradi-Hegyalján letelepült „görög” kereskedők támogatásával épült föl ortodox kőtemploma, amely az 1944-es harcokban megsemmisült. 1771-ben szőlői 215 holdas területet foglaltak el, a falut 16 jobbágy- és 135 zsellércsalád lakta. A nagybirtok 1782-ben készített urbáriuma heti két nap robotot írt elő a parasztok számára, a robot valódi hossza azonban már az 1780-as években elérte a heti három napot. 1785-ben a vármegye, 1788 után a kamara kezdett újabb szőlőket telepíteni. A század végére a 678 holdnyi szőlőből 480 volt bebírók tulajdonában.
A ménesi kadarka és a kadarkaszőlőből készített aszú a 18–19. században a legjobb hírű magyarországi borok közé számított. Edelspacher György birtokos 1800-ban már Lengyelországba is szállította, az 1862-es londoni világkiállításon pedig a magyar borok királynéjának választották. A környező tájat a szőlőbirtokos családok présházai – helyi nevükön kolnái (a délszlávból származó román colnă szóból) – tarkították. 1828-ban 88 jobbágy, 177 házas és 12 házatlan zsellér és két kézműves családfőt írtak össze, kamarai ispánság és kincstári erdőfelügyelőség is működött benne. Mezőőrségét 1840-ben állították fel, hegytörvényeit 1842-ben fogadták el. Az 1848 körüli évekre bortermelése elérte az évi 150 ezer akót.
A volt Grassalkovich-kastélyban a magyar állam 1881-ben hároméves vincellérképző iskolát indított. Az iskolában az első évben 24 diákot oktattak, akik főként a környékről érkeztek a hegyközségek, a birtokosok és a gazdasági egyesületek ösztöndíjasaiként. Nemsokára, 1885-ben megjelent a vidéken a filoxéra, majd 1889-ben a peronoszpóra is. Az iskola 1888-tól oltványismereti tanfolyamokat tartott, 1891-ben pedig hároméves programját egyévessé szervezte át. Főként a saszla, a kecskecsöcsű és a rózsaszín bakator fajtákat igyekeztek népszerűsíteni. Az iskolának is köszönhető, hogy az új betegségek nem tudták elsöpörni a ménesi bortermelést. A határban álló előkelő kolnák mintájára 19. század végén előbb a kereskedők (a Brumhuber, Neumann, Almássy, Fischer, Kende és Messeny családok) építettek maguknak négy-öt szobás, „úrias” házakat a faluban, majd a legmódosabb parasztcsaládok is. 1897-ben gr. Nádasdy Ferenc kolnájában magyar tannyelvű állami iskola nyílt, de a gyenge látogatottság miatt a következő évben meg is szűnt. 1904-ben épült meg az Arad-Hegyaljai Motorosított Vasút vonala, amelyet 1913-ban villamosítottak és 1991-ig működött.
A vincellérképzőt 1912-ben Bihardiószegre helyezték át, a ménesi kastélyban kutatóintézet működött tovább. A trianoni békeszerződés után, 1921-ben a román állam szőlészeti alsóbb iskolát indított a kastélyban. 1924 és a második világháború között átlagosan évi ötven benntlakó diákja volt az iskolának, amelyhez 1924-től ötven hold szántó tartozott Ötvenespusztán, 1927-től tíz hektáros oltványiskola Barackán. 1940 őszén a legionárius Ion Petit választották községi bíróvá, aki elkoboztatta és a község hasznára értékesítette a helyi zsidók borkészletét. A vasgárdisták felkelése alatt, 1941. január 21–23-án a ménesi gárdisták, Nicolae Vancea pap vezetésével, elfoglalták a máriaradnai járási hivatalt és lefegyverezték a mondorlaki és a paulisi csendőrséget. 1944. szeptember 14. és 20. között a faluban és környékén heves harcok folytak a magyar és a román csapatok között, melyek következtében megsemmisült a templom és a vincellérképző iskola épülete. 1950-ben csatolták Gyorok községhez.

## Látnivalók
- A bormúzeum a Grassalkovich-kastély helyén 1945 után emelt épületben működik, egy fedél alatt a szőlészeti és borászati kutatóállomással és egy agráripari líceummal. Az egykori kastély 1749-ben épült egy borpince fölé. 1835-től volt a kamara tulajdona. 1912–15-ben kibővítették, 1944-ben elpusztult.
- A településen, Kovács Árpád házában működik Románia egyetlen méhészeti múzeuma is.[3]
- Római katolikus kápolna (1749).
- A Hagya család dalmáciai minta után épült egykori kastélya, a Villa Marina, a település határában.
- A romos volt Ortutay-kastély a Valea Mare végében.